# 渔箭镇
渔箭镇，是中华人民共和国四川省内江市隆昌市曾经下辖的一个镇。2019年12月，撤销渔箭镇，将其所属行政区域划归石碾镇管辖。

## 行政区划
渔箭镇撤销前下辖以下地区：
渔箭社区、五块田村、周家寺村、单池湾村、石庙子村、黑水凼村、孙家湾村、王家店村、锡门坎村和金盆村。